# Friedrich Kaulbach (kunstner)
 Der er flere personer med dette navn, se Friedrich Kaulbach.
Friedrich Wilhelm Christian Theodor Kaulbach (født 8. juli 1822 i Arolsen, død 6. september 1903 i Hannover) var en tysk maler. Han var far til Friedrich August von Kaulbach. 
Kaulbach, som studerede i München 1839—45 under onklen Wilhelm von Kaulbach, lagde sig først efter historiemaleri (Karl den Stores Kroning, Münchens Maximilianeum), men vandt fornemmelig navn ved portrætter fra de fornemste kredse, ikke synderlig dybtgående, i malerisk henseende noget løse, men elegante og vellignende: Kejserinden af Østrig, Kronprinsen af Preussen, Den kongelige familie i Hannover, Storhertuginde Alexandrine etc. Hannovers Landesmuseum ejer hans efterladte værker.